# Offenbourg
Offenbourg (prononcé [ɔfənbuʁ] ; en allemand : Offenburg), ville allemande de près de 60 000 habitants, est le chef-lieu de l'arrondissement de l'Ortenau dans le Pays de Bade, dans le land de Bade-Wurtemberg.
Elle est située sur la Kinzig, un affluent de rive droite du Rhin venant de la Forêt-Noire, et à une vingtaine de kilomètres au sud-est de la ville française de Strasbourg.
Elle fait partie de la limite sud-est de la grande couronne de Strasbourg.

## Histoire
| Appartenances historiques Duché de Zähringen 1148-1240 Saint-Empire (Ville libre) 1240-1803 Électorat de Bade 1803–1806 Grand-duché de Bade 1806–1871 Empire allemand 1871–1918 République de Weimar 1918–1933 Reich allemand 1933–1945 Allemagne occupée 1945–1949 Allemagne de l'Ouest 1949-1990 Allemagne 1990–présent |

La première mention de la ville apparaît en 1148, année où elle est fondée par les ducs de Zähringen. En 1240, l'empereur Frédéric II l'élève au rang de ville libre d'Empire.
En 1689, elle est rasée par les troupes de Louis XIV durant la guerre de la ligue d'Augsbourg qui ravage le Palatinat et une partie du Pays de Bade.
Les guerres napoléoniennes entraînent le recul des Habsbourg et la ville est rattachée au grand-duché de Bade en 1803.
En 1848, Offenbourg est un important foyer des troubles révolutionnaires et l'un des points de départ du mouvement démocratique en Allemagne, avant que la contestation ne soit écrasée par les troupes prussiennes.
Pendant la Première Guerre mondiale, la ville subit plusieurs bombardements aériens dévastateurs, les plus graves en 1918. À la fin de la guerre, elle abrite des réfugiés alsaciens. Entre février 1923 et août 1924, en complément à l'occupation de la Ruhr, des troupes françaises y stationnent.

Plaques en souvenir du travail dans les vignes de prisonniers de guerre français et russes pendant la Première Guerre mondiale
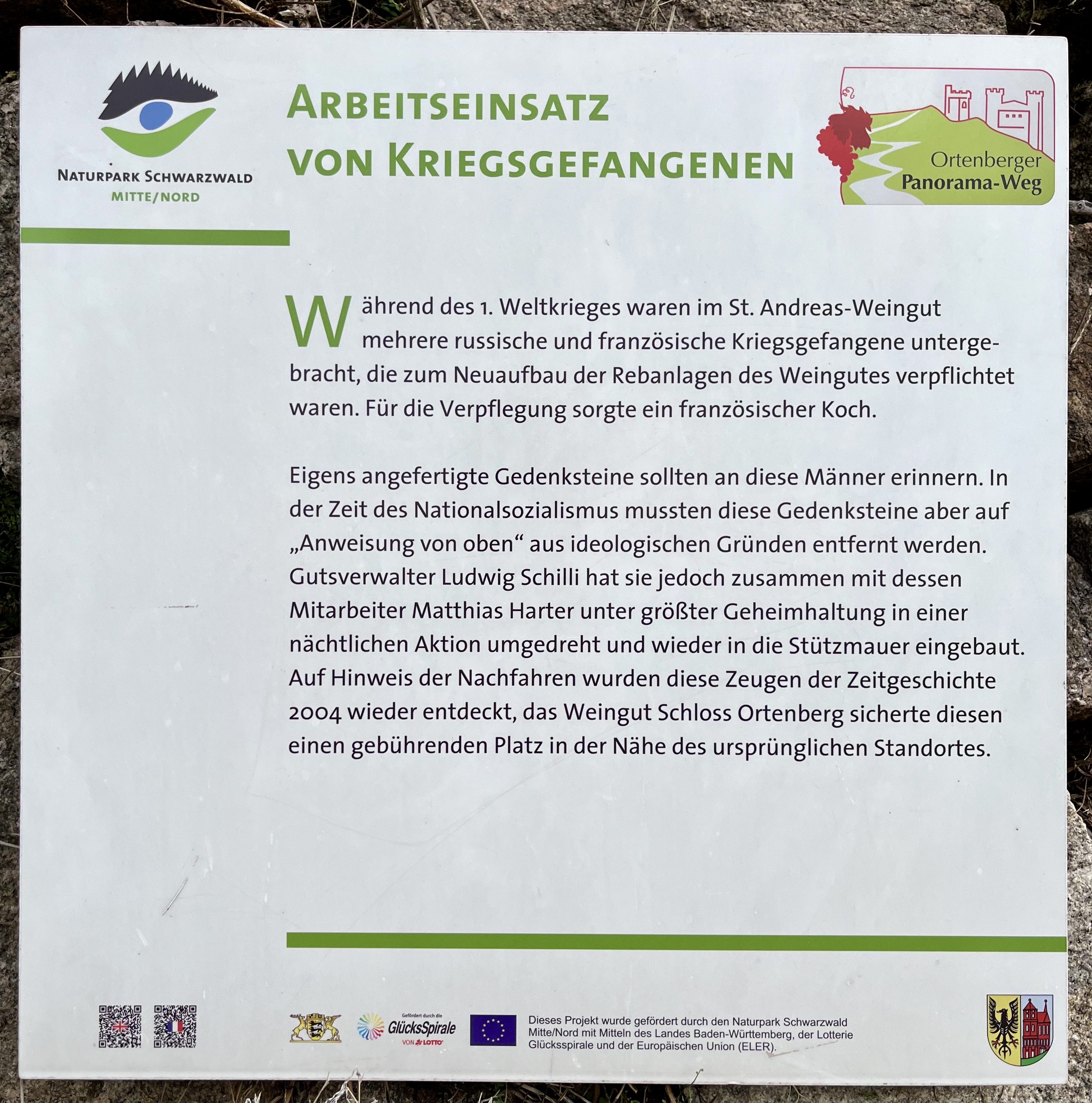
Sur un chemin dans les vignes…
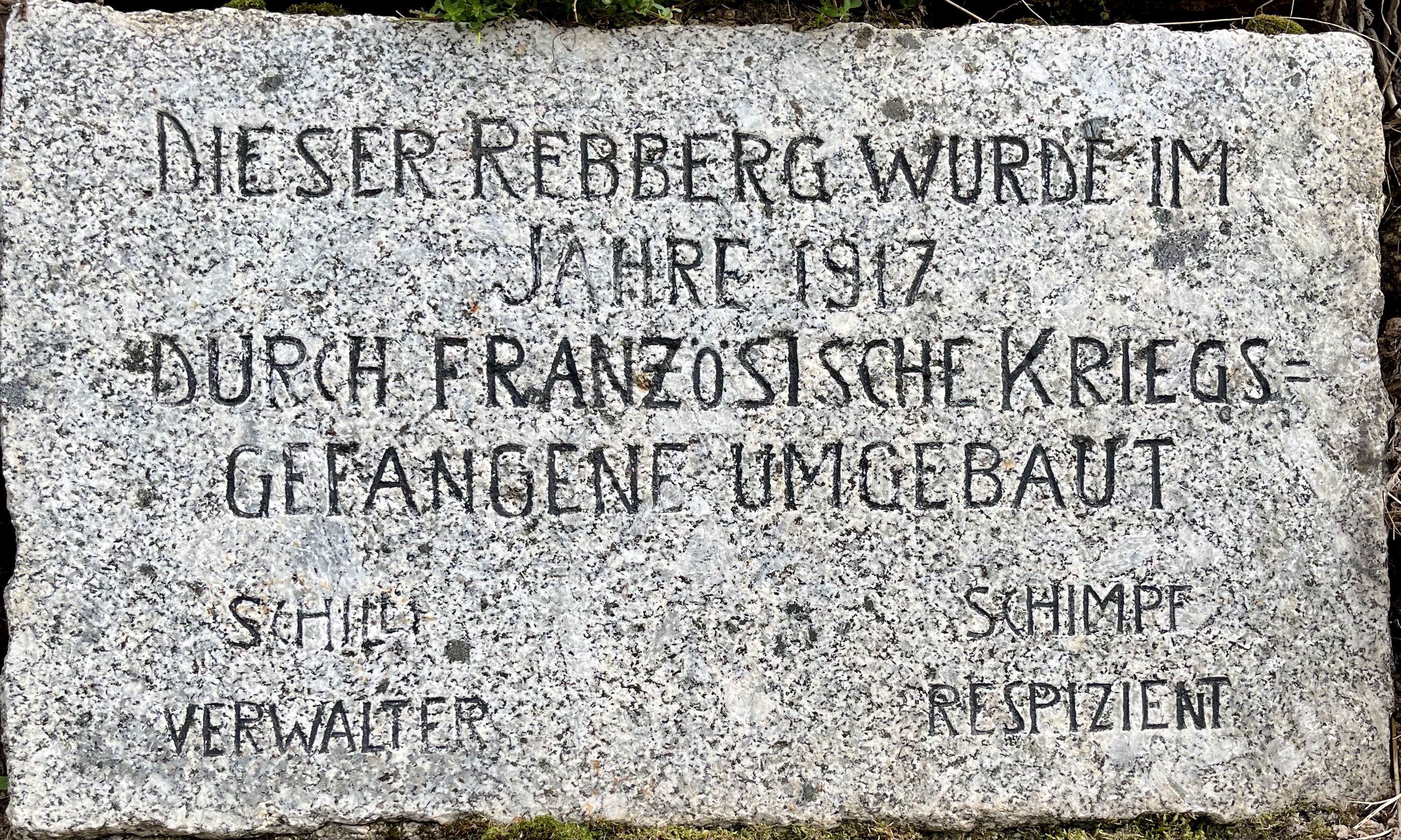
… à Offenbourg.

Le 15 avril 1945 la 1re armée française occupe la ville.
Après la Seconde Guerre mondiale, la ville abrite une importante garnison des Forces françaises en Allemagne (FFA), et ce jusqu'en 1992 après la réunification allemande.

## Université

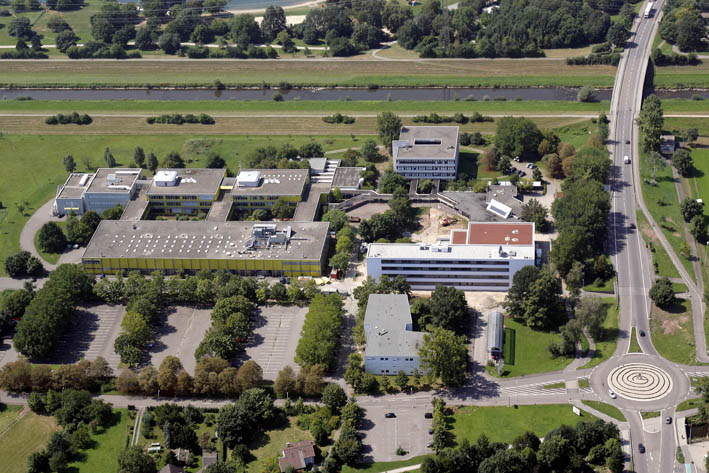
Vue aérienne de la Hochschule.

La Hochschule d'Offenbourg (école supérieure) prépare à des diplômes d'ingénieur (dipl.-Ing des filières EA, EN) et à plusieurs masters (ECM). Elle est jumelée à l'école polytechnique de l'université Grenoble-Alpes (Polytech'Grenoble) dans le cadre d'un partenariat permettant l'obtention d'un double diplôme entre les deux universités. Via le programme Erasmus, plusieurs partenariats ont été mis en place avec les écoles et universités suivantes : école nationale d'ingénieurs de Tarbes ; institut national des sciences appliquées de Strasbourg (INSA) ; université catholique de Lyon (ESDES et ESTRI) ; université de Strasbourg (EM Strasbourg Business School et institut universitaire de technologie de Haguenau).

## Économie

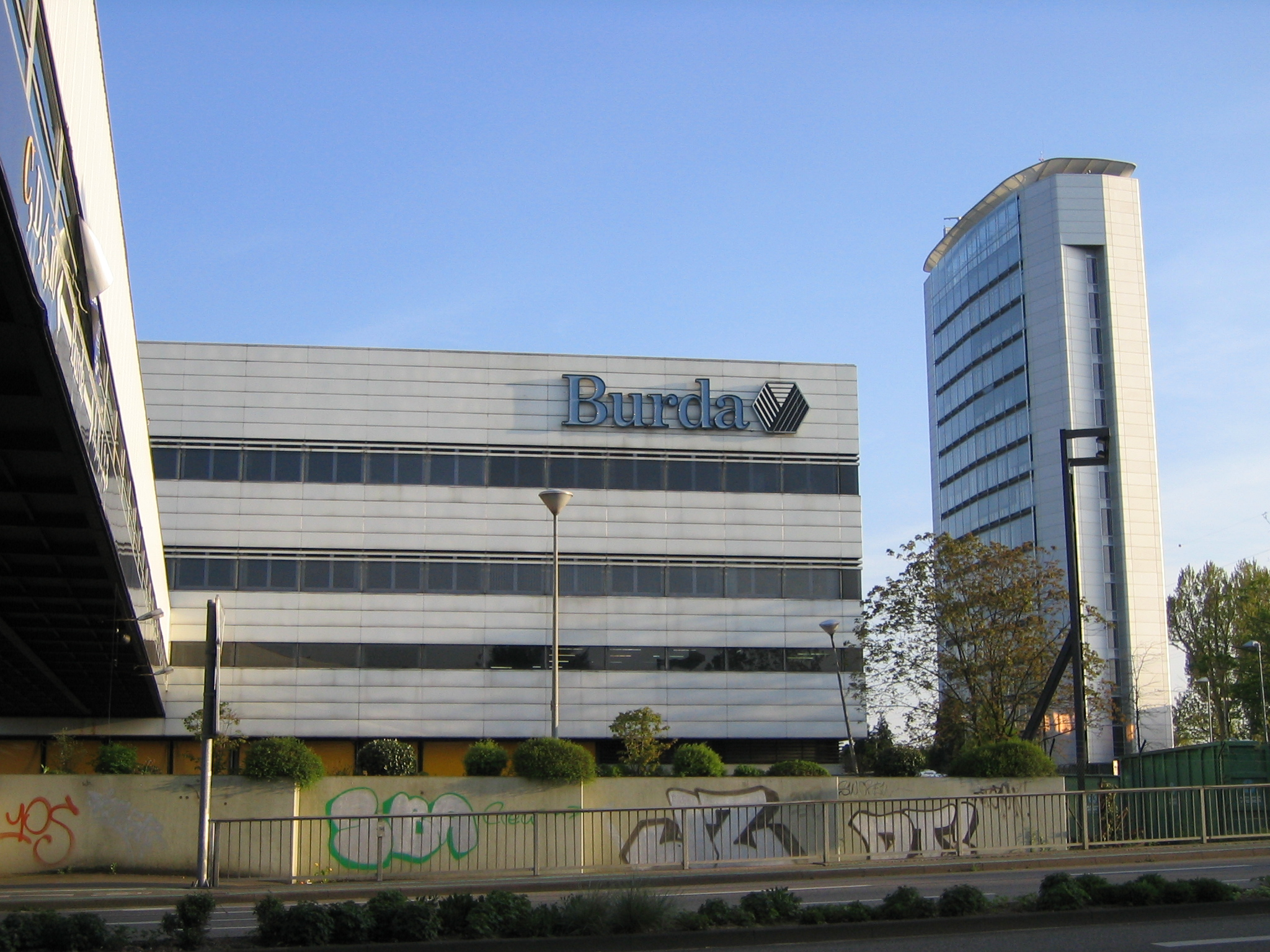
Le siège social de Burda.

La ville a une importante activité commerciale et est le siège de la maison d'édition Burda, l'un des principaux éditeurs de magazines en Allemagne. Elle est le centre administratif et industriel de la région de l'Ortenau.

## Géographie
La ville est traversée par la Kinzig et la Mühlbach, bras de la Kinzig autrefois utilisé pour faire tourner les moulins à eau. Sur son territoire se trouve le lac de Gifiz, très fréquenté par ses habitants, dont une des berges est aménagée pour la baignade et privatisée.
Côté Est, la ville s'étend sur les premiers contreforts de la Forêt Noire. Offenbourg est située à 25 km à l'Est de Strasbourg, dans l'arrondissement d'Ortenau et dans le Bade-Wurtemberg, en Allemagne.
Au Sud, à environ 65 kilomètres se trouve la ville de Fribourg-en-Brisgau, mais aussi le parc d'attractions Europa-Park à quelques dizaines de kilomètres.

## Administration

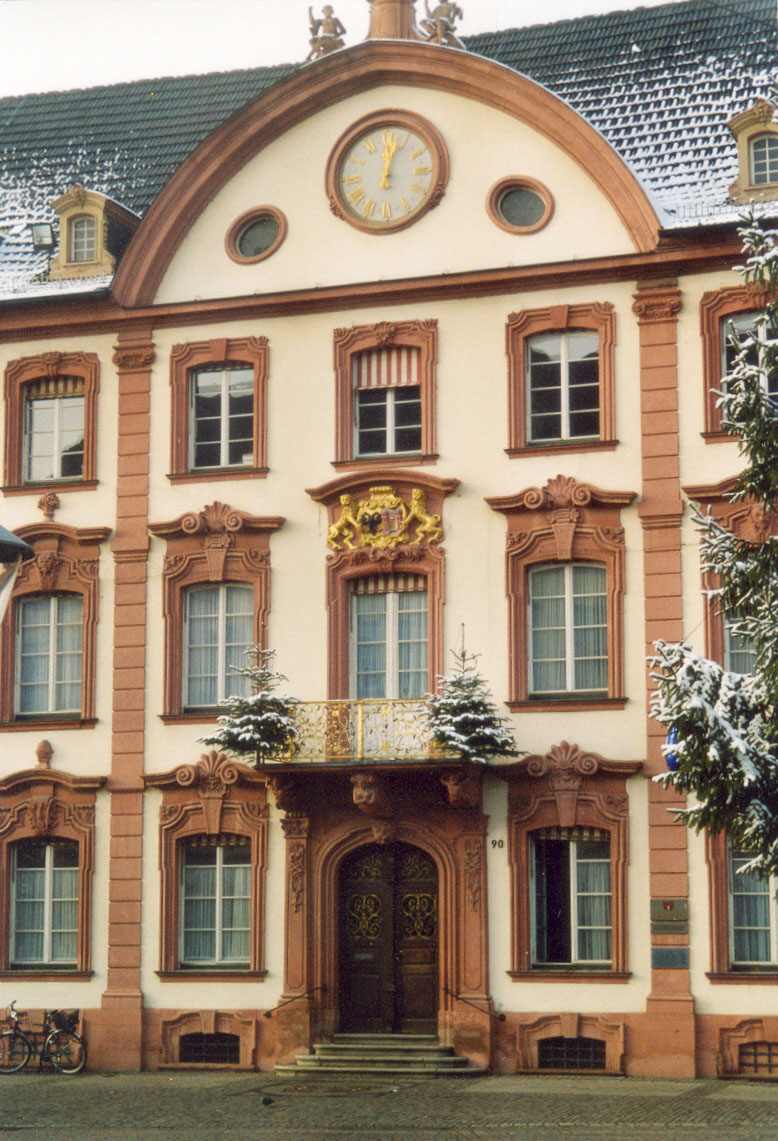
Façade baroque de l'hôtel de ville.

La commune se compose d'une ville centre située au bord de la Kinzig, affluent du Rhin et de villages (Stadtteile), intégrés au ban communal lors de la réforme communale entreprise entre 1965 et 1970 dans les länder de la RFA. Cette répartition en plusieurs entités urbaines explique l'emploi du terme de ville centre pour le noyau urbain historique et central.

### Villages incorporés à la commune

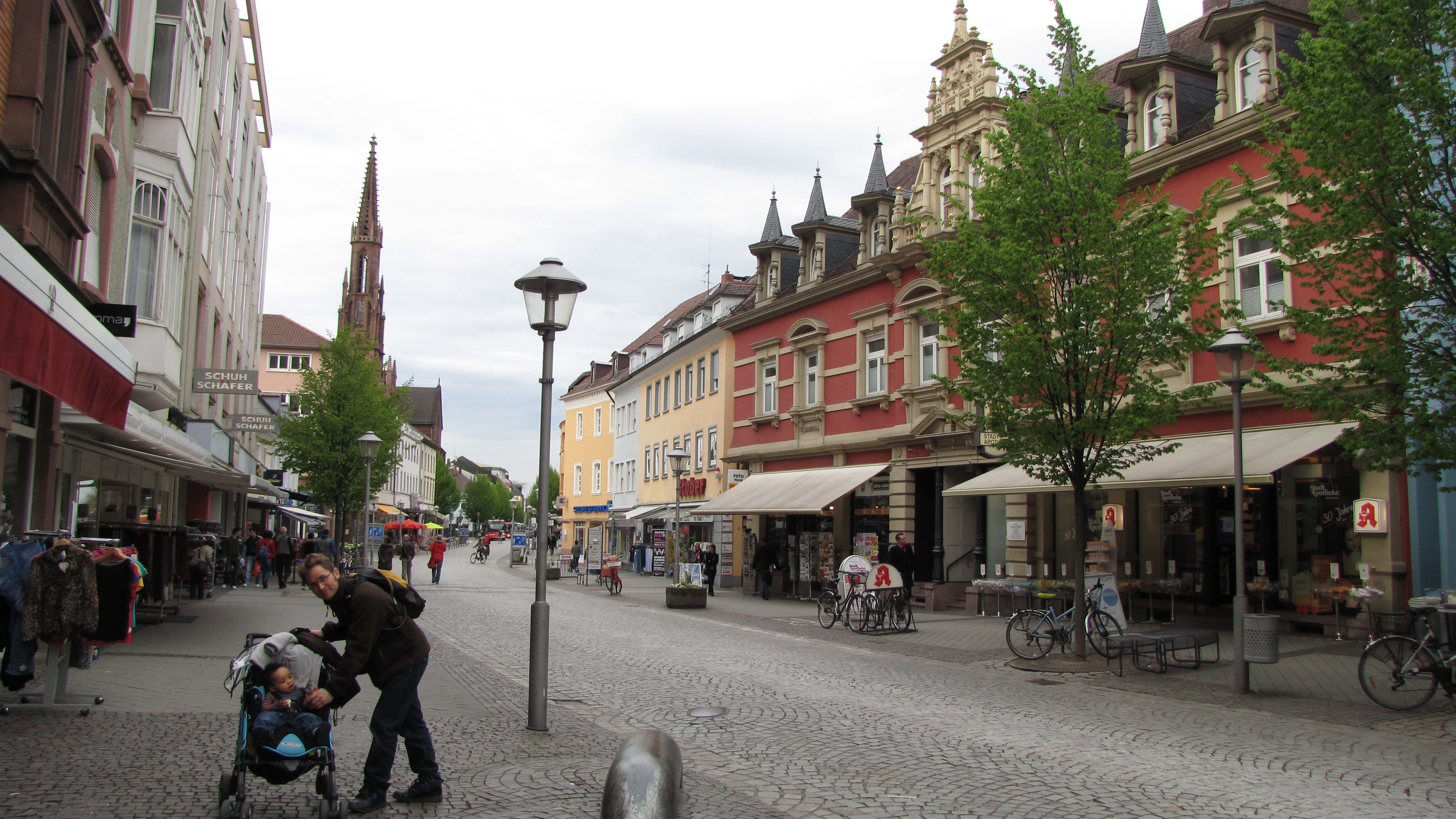
Le centre-ville d'Offenbourg avec la vue de Stadtkirche et ses habitants.

- Bohlsbach (en 1975)
- Bühl (en 1972)
- Elgersweier (en 1972)
- Fessenbach (en 1971)
- Griesheim (en 1972)
- Rammersweier (en 1972)
- Waltersweier (en 1972)
- Weier (en 1972)
- Windschläg (en 1975)
- Zell-Weierbach (en 1971)
- Zunsweier (en 1973)

### Eurodistrict
Un projet de district européen avec Strasbourg, comportant une administration commune, est en pleine mutation entre la France et l'Allemagne, et rassemble près d'un million d'habitants du Bas-Rhin et de l'Ortenau. Il a pour but d'atténuer les barrières qui ont longtemps freiné le rapprochement entre ces régions et de faciliter la vie de ses habitants.

## Personnalités liées à Offenbourg
- Wolfgang Dachstein (1487-1553), poète, mélodiste, compositeur et organiste allemand, y est né.
- Hieremias Rapp, prêtre et érudit de la Renaissance, recteur d'Offenbourg de 1581 à 1610.
- Ida Maier-Müller (1821-1904), artiste-peintre morte à Offenburg.
- Aenne Burda (1909-2008), éditrice
- Hanns Martin Schleyer (1915-1977), représentant du patronat allemand, né à Offenbourg, enlevé en 1977 à Cologne par la Fraction armée rouge dite « bande à Baader », puis exécuté.
- Johnny Hallyday (1943-2017), chanteur, compositeur et acteur français, ayant effectué son service militaire en 1964-65 au 43e régiment d'infanterie de marine, unité de l'Armée de terre française stationnée à l'époque à Offenbourg.
- Christine Gossé (1975-), rameuse d'aviron française, double championne du monde et médaillée olympique, née à Offenbourg.

## Jumelages
- Altenbourg (Allemagne)
- Borehamwood (Royaume-Uni)
- Lons-le-Saunier (France)
- Olsztyn (Pologne)
- Weiz (Autriche)
- Pietra Ligure (Italie)